# Жерникур
Жернику́р (фр. Gernicourt) — бывшая коммуна во Франции, находится в регионе Гранд-Эст. Департамент коммуны — Марна. Входит в состав кантона Бургонь. Округ коммуны — Реймс.
Код INSEE коммуны — 02344.
С 1 января 2017 года коммуна Жерникур присоединилась к коммуне Кормиси, входящей в состав департамента Марна.

## Население
Население коммуны на 2010 год составляло 50 человек.
| 1962 | 1968 | 1975 | 1982 | 1990 | 1999 | 2010 |
| ---- | ---- | ---- | ---- | ---- | ---- | ---- |
| 65   | 76   | 55   | 43   | 59   | 55   | 50   |

## Экономика
В 2010 году среди 33 человек трудоспособного возраста (15—64 лет) 27 были экономически активными, 6 — неактивными (показатель активности — 81,8 %, в 1999 году было 65,0 %). Из 27 активных жителей работали 21 человек (13 мужчин и 8 женщин), безработных было 6 (3 мужчин и 3 женщины). Среди 6 неактивных 1 человек был учеником или студентом, 4 — пенсионерами, 1 был неактивным по другим причинам.